# Kovanluk (gmina Merošina)
Kovanluk (cyr. Кованлук) – wieś w Serbii, w okręgu niszawskim, w gminie Merošina. W 2011 roku liczyła 226 mieszkańców.